# Nước mắt loài cỏ dại
Nước mắt loài cỏ dại là một bộ phim truyền hình được thực hiện bởi Mega GS do Hoàng Tuấn Cường làm đạo diễn. Phim phát sóng vào lúc 14h00 thứ 7, Chủ Nhật hàng tuần bắt đầu từ ngày 16 tháng 11 năm 2019 và kết thúc vào ngày 5 tháng 4 năm 2020 trên kênh VTV3.

## Nội dung
Nước mắt loài cỏ dại xoay quanh câu chuyện về gia đình bà Hai Đài (Minh Đức) giàu có sống ở trang trại rộng lớn Đà Lạt và có cơ sở làm ăn ở Sài Gòn. Bà có ba người con là ông Thành (Khương Thịnh), ông Minh (Lê Vinh) và cô con gái út tên Kiều (Yến Nhi). Khang (Xuân Phúc) là cháu đích tôn của bà Hai Đài, là con trai duy nhất của ông Thành và người vợ quá cố tên Ngọc (Thạch Thu Huyền) - kết quả của mối tình ép buộc chỉ vì sự môn đăng hộ đối. Ngay từ nhỏ đến lớn anh không được bà nội yêu thương như những người em họ khác bởi một bí mật mà bà Hai Đài giấu bao năm qua. Chỉ một người biết chuyện này đó là bà quản gia câm - người luôn được bà Hai Đài tin tưởng.

## Diễn viên
- Minh Đức trong vai Bà Hai Đài[5]
- Khương Thịnh trong vai Ông Thành
- Thạch Thu Huyền trong vai Bà Ngọc
- Xuân Phúc trong vai Khang[6][7]
- Lê Vinh trong vai Ông Minh
- Yến Nhi trong vai Bà Kiều
- Mỹ Uyên trong vai Bà Phương
- Võ Đăng Khoa trong vai Việt
- Tam Triều Dâng trong vai Dạ Thảo [6]
- Bella Mai trong vai Hường[6]
- Phạm Hoàng Nguyên trong vai Trọng
- Đình Hiếu trong vai Ông Lăng
- Hạnh Thúy trong vai Bà Câm[8]
- Ngọc Lan trong vai Bà Tư Đua
- Thủ Tín trong vai Ông Tư Đua

Cùng một số diễn viên khác....

## Ca khúc trong phim
Bài hát trong phim là ca khúc "Nước mắt loài cỏ dại" do Lex Vũ sáng tác và Vinh Quang trình bày.

## Giải thưởng
| Năm  | Giải thưởng                        | Hạng mục                          | (Người) đề cử | Kết quả   | Tham khảo           |
| ---- | ---------------------------------- | --------------------------------- | ------------- | --------- | ------------------- |
| 2021 | Hội Điện ảnh Thành phố Hồ Chí Minh | Nữ diễn viên truyền hình xuất sắc | Hạnh Thúy     | Đoạt giải | [ 9 ] [ 10 ] [ 11 ] |